# Худой (приток Печоры)
Худой — река в России, протекает в Республике Коми по территории Печерского и Вуктыльского районов.

## География
Устье реки находится в 936 км по левому берегу реки Печора. Длина реки составляет 76 км.

## Этимология гидронима
Гидроним происходит от русского худой в значении «плохой» (возможно «мелководный»).

## Данные водного реестра
По данным государственного водного реестра России относится к Двинско-Печорскому бассейновому округу, водохозяйственный участок реки — Печора от водомерного поста у посёлка Шердино до впадения реки Уса, речной подбассейн реки — бассейны притоков Печоры до впадения Усы. Речной бассейн реки — Печора.
Код объекта в государственном водном реестре — 03050100212103000063412.